# Salzmünde
Salzmünde è una frazione del comune tedesco di Salzatal.

## Storia
Dal 1º gennaio 2010 il comune è stato accorpato insieme a quelli di Beesenstedt, Bennstedt, Fienstedt, Höhnstedt, Kloschwitz, Lieskau, Schochwitz e Zappendorf per formare un unico comune: Salzatal.